# Meteorus arrogator
Meteorus arrogator är en stekelart som beskrevs av Trevor Huddleston 1983. Meteorus arrogator ingår i släktet Meteorus och familjen bracksteklar. Inga underarter finns listade i Catalogue of Life.